# اشرف عبدالباقی
اشرف عبدالباقی ( ۱۱سپتامبر ۱۹۶۳) کمدین و بازیگر اهل مصر است. او تاکنون در بیش از ۵۴ فیلم به ایفای نقش پرداخته است.